# Denise Gough
Denise Gough (Ennis, 1980. február 28. –) ír színésznő. Leginkább színházi, valamint televíziós munkairól ismert.
A 2017-es Paula című BBC-drámában főszerepet játszott. Legismertebb szerepe Dedra Meero felügyelő a 2022−2025 közt látható Andor című Csillagok háborúja-sorozatból, amely áttörést jelentett számára. 2023-tól szerepel a Ki az az Erin Carter? című thrillersorozatban.
Kétszer nyerte el a Laurence Olivier-díjat, valamint jelölték Tony-díjra és televíziós BAFTA-díjra is.
Tíz testvére van. Húga, Kelly Gough szintén színésznő.

## Filmográfia
- 2004 Baleseti sebészet
- 2007 Linley felügyelő nyomoz
- 2008 Ellenséges területen
- 2009 Kísért a múlt
- 2010 A néma szemtanú
- 2010 Robin Hood
- 2011 Holby Városi Kórház
- 2014 Muskétások
- 2014 Tiltott táncok
- 2016 A szerencse ára
- 2016 Hajsza
- 2017 Gerilla
- 2017 Paula
- 2018 A meztelen Juliet
- 2018 Acélország
- 2019 Király ez a srác!
- 2019 A másik bárány
- 2020 Hétfő
- 2021 Túl közel
- 2022–2025 Andor
- 2023 Ki az az Erin Carter?
- 2025 Az elrabolt lány